# Fuligo
Fuligo Haller (wykwit) – rodzaj śluzowców.

## Systematyka i nazewnictwo
Pozycja w klasyfikacji według Index Fungorum: Physaridae, Physarida, Columellinia, Myxogastrea, Mycetozoa, Amoebozoa, Protozoa.
Synonimy nazwy naukowej: Aethaliopsis Zopf, Aethalium Link, Lignydium Link, Pittocarpium Link.

## Gatunki występujące w Polsce
- Fuligo candida Pers. 1796
- Fuligo cinerea (Schwein.) Morgan 1896 – wykwit białawy
- Fuligo leviderma H. Neubert, Nowotny & K. Baumann 1995 – wykwit gładkościenny
- Fuligo muscorum Alb. & Schwein. 1805 – wykwit drobny
- Fuligo septica (L.) F.H. Wigg. 1780 – wykwit piankowaty

Nazwy naukowe na podstawie Index Fungorum. Wykaz gatunków i nazwy polskie na podstawie checklist.